# 瓦雷讷 (维埃纳省)
瓦雷讷（法語：Varennes，法語發音：[vaʁɛn] ⓘ）是法国新阿基坦大区维埃纳省的一个旧市镇，属于普瓦捷区。2019年，瓦雷讷并入市镇圣马丹拉帕吕。

## 地理
瓦雷讷（46°45'31"N, 0°11'56"E）面积12.8 平方千米，位于法国新阿基坦大区维埃纳省，该省份为法国中西部省份，北起曼恩-卢瓦尔省和安德尔-卢瓦尔省，西接德塞夫勒省，南至夏朗德省，东南接上维埃纳省，东临安德尔省。
与瓦雷讷接壤的市镇（或旧市镇、城区）包括：昂贝尔、布拉莱、米尔博、蒂拉若。

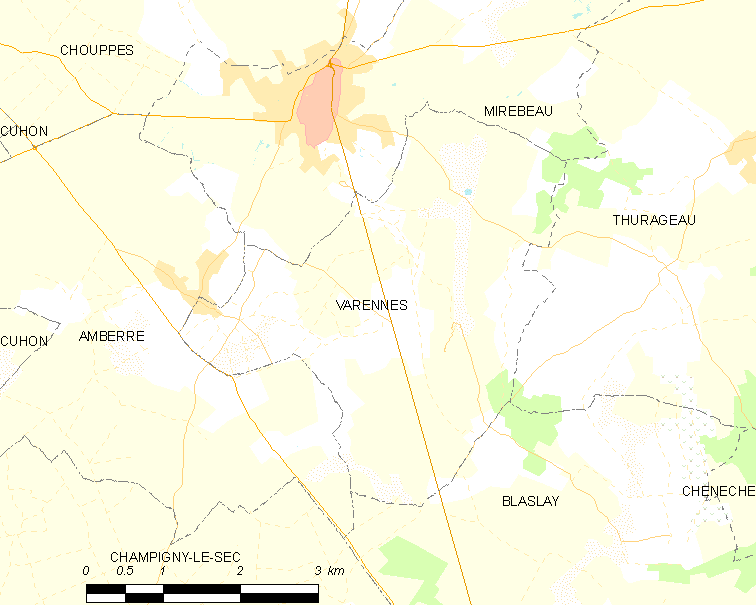
的OSM定位图

瓦雷讷的时区为UTC+01:00、UTC+02:00（夏令时）。

## 行政
瓦雷讷的邮政编码为86110，INSEE市镇编码为86277。

## 政治
瓦雷讷所属的省级选区为米涅-欧桑斯县。

## 人口

1962-2008年间人口变化图示

瓦雷讷于2018年1月1日时的人口数量为349人。